# Sphenella ruficeps
Sphenella ruficeps es una especie de insecto del género Sphenella de la familia Tephritidae del orden Diptera.

## Historia
Macquart la describió científicamente por primera vez en el año 1851.